# XD-Picture Card
xD-Picture Card é um tipo de cartão de memória flash, usado principalmente em câmeras digitais. xD é um acrônimo para extreme Digital. Os cartões foram desenvolvidos pela Olympus e Fujifilm e introduzidos no mercado em Julho de 2002. Toshiba Corporation e Samsung Eletronics produzem os cartões para a Olympus e a Fujifilm. Os cartões xD agora são vendidos também por outras marcas, incluindo Kodak, SanDisk e Lexar.
Os cartões xD são usados nas câmeras digitais da Olympus e Fujifilm e nos gravadores de voz digital da Olympus. A Fujifilm produz também MP3 Player's (xD-MP3) que usam o cartão. Estão atualmente (em 2006) disponíveis nas seguintes capacidades: 16MB, 32MB, 64MB, 128MB, 256MB, 512MB, 1GB e 2GB. Medem 20mm x 25mm x 1,78 mm e pesam 2,8 gramas.

## Cartões Type M e Type H

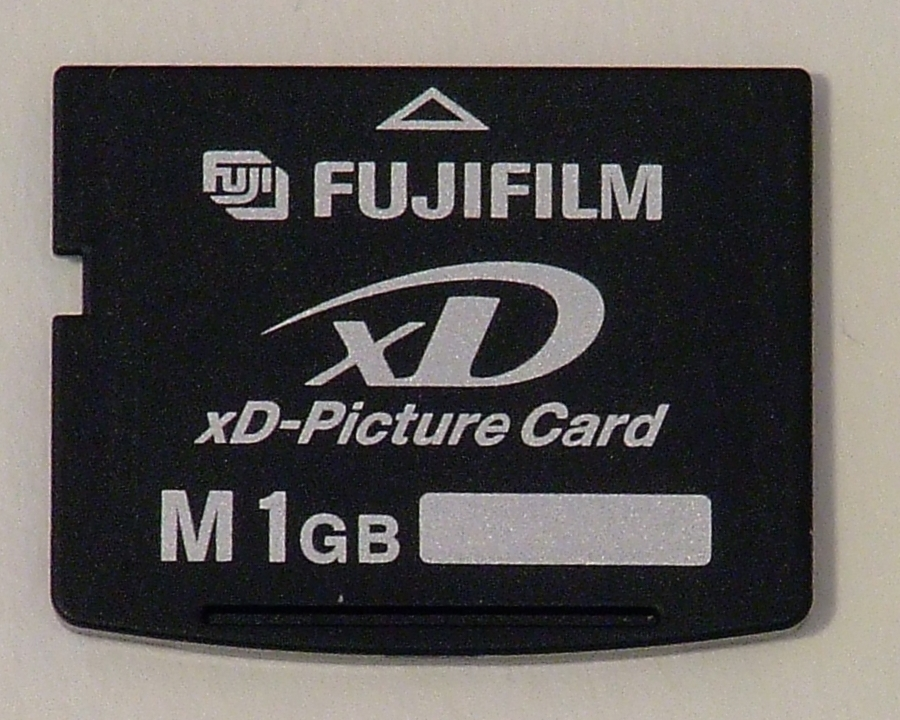
xD-Picture Card, de 1GB, do type M

Os cartões xD originais estavam disponíveis com capacidades de 16 MB a 512 MB. O cartão Type M, lançado em Fevereiro de 2005, utiliza a arquitetura Multi Level Cell (MLC) para alcançar uma capacidade teórica de armazenamento de até 8 GB. A partir de Agosto de 2006, cartões Type M estão disponíveis nos tamanhos de 256 MB a 2 GB. No entanto, o cartões Type M tem velocidades de leitura e escrita mais lentas do que o cartão original.

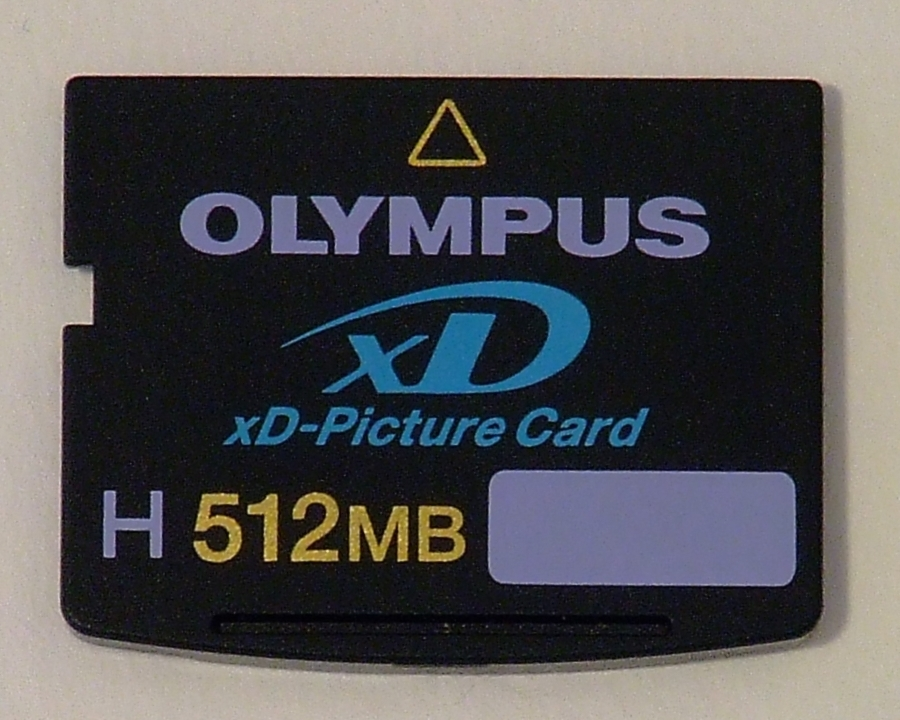
xD-Picture Card, de 512MB, do tipo H

O cartão Type H, lançado em Novembro de 2005, oferecendo taxas mais elevadas de dados do que os cartões Type M (teoricamente 3 vezes mais rapidez). A partir de 2006, os cartões do Type H estão disponíveis apenas em 256 MB, 512 MB, 1 GB e 2 GB. A Olympus diz que seu cartão xD Type H é para uso de "efeitos de Imagem", quando utilizado em algumas câmeras Olympus, embora estes recursos não são intrinsecamente dependentes de software ou hardware. Contudo os cartões Type H são exigidos nos mais recentes modelos de captura de vídeo em alta resolução (640 × 480 × 30).
Devido a mudanças na arquitetura de armazenagem do cartão, os mais recentes cartões dos Tipos M e H podem sofrer problemas de compatibilidade com algumas câmeras mais velhas (especialmente na gravação de vídeos). Listas de compatibilidade estão disponíveis nos sites da Olympus America e da Fujifilm. Os cartões mais novos também são incompatíveis com alguns leitores de cartão.

## Velocidades teóricas de transferência
As fotos podem ser transferidas de uma câmera digital do cartão xD para um computador pessoal conectando a câmera ao PC (através de um cabo USB), ou removendo o cartão da câmera e inserindo-o num leitor de cartão. Em ambos os casos, o computador vê o cartão como um dispositivo de armazenamento em massa que contenham arquivos gráficos, embora o software ou o firmware podem alterar essa representação. Leitores de cartão podem ser integrados ao PC ou ligados por um cabo. Adaptadores estão disponíveis para permitir que um xD-Picture Card possa ser conectado a outros leitores (e em alguns casos câmeras), incluindo cartão de PC, porta paralela, CompactFlash, SmartMedia.
| Tipo     | Capacidade                    | Velocidade de escrita (MB/s) | Velocidade de leitura (MB/s) |
| -------- | ----------------------------- | ---------------------------- | ---------------------------- |
| Standard | 16 MB, 32 MB                  | 1.3                          | 5                            |
| Standard | 64 MB, 128 MB, 256 MB, 512 MB | 3                            | 5                            |
| M        | 256 MB, 512 MB, 1 GB, 2 GB    | 2.5                          | 4                            |
| H        | 256 MB, 512 MB, 1 GB, 2 GB    | 4                            | 5                            |

## Comparações com os formatos rivais
Atualmente o formato xD compete com os formatos Secure Digital card (SD), CompactFlash (CF), e o Memory Stick da Sony.

### Vantagens
- Os cartões xD são mais rápidos em comparação com os formatos mais velhos como o SmartMedia (SM), MultiMediaCard (MMC) e Memory Stick (MS).
- Os cartões xD tem o fato de serem pequenos em comparação com os outros formatos (como microSD e Memory Stick Micro).
- Os cartões xD tem baixo consumo de bateria. [carece de fontes?]

### Desvantagens
- A primeira geração de cartões xD tem uma capacidade máxima teóricamente bastante pequena, em relação a outros formatos de cartões de memória. As mais recentes variantes dos cartões dos Tipos M e H tem atenuado este problema, com uma capacidade máxima de 8 GB.
- Embora os cartões xD sejam fisicamente menores que os cartões SecureDigital (SD), eles são maiores do que as suas variantes em tamanho reduzido, como os cartões miniSD e microSD.
- Cartões xD são geralmente mais caros que cartões de outros formatos.
- Cartões xD tem menos participação no mercado de câmeras, leitores de cartões, acessórios e fabricantes do que os cartões CompactFlash e SD.[4]
- O cartão xD é de propriede da Fujifilm e da Olympus, tal como o Memory Stick é da Sony. Isso significa que nenhuma documentação pública ou aplicação está disponível. Em comparação, os formatos MultiMediaCard e CompactFlash são descritos com especificações completamente livres e abertas, e uma especificação parcial para o formato SD é livremente disponível.

## Aceitação do mercado
Por causa de seu custo mais elevado e de uso limitado em outros produtos além das câmeras digitais, a partir de 2005, xD vem perdendo terreno para o SD, que é amplamente utilizado por PDAs, players de áudio digital, bem como a maioria dos outros fabricantes de câmaras digitais.
É talvez surpreendente que cartões xD custem mais que cartões SD, visto que os SD contém um circuíto controlador, além da memória flash NAND. No entanto, os cartões SD são produzidos em muito maior número e por mais fabricantes, a fim de economias de escala e aumento da concorrência provavelmente explicam a diferença significativa dos preços.
Enquanto muitas câmeras digitais da Olympus e Fujifilm usam exclusivamente cartões xD, algumas podem acessar outros formatos de cartões de memória. Em particular, a Olympus DSLRs, a Fujifilm S7000, Fujifilm S9500 podem usar CompactFlash além do xD. Muitas câmeras recentes da Fujifilm - incluindo os modelos FinePix A610, A800, A920, série Z (incluindo o Z10fd e Z100fd), S5700, S8000, F480, F50fd e F40fd - podem utilizar tanto cartões SD e xD. A partir de março de 2008, a Olympus, introduziu um adaptador que permite usar nas suas mais recentes câmeras (incluindo a Stylus 850-SW) a aceitar cartões microSD no slot xD. Este adaptador é puramente mecânico, não contendo componentes electrônicos, e funciona apenas com alguns modelos recentes; assim, ela apoia o cartão SD dentro de suas câmeras, embora este fato não é anunciado pela Olympus.